# Somatizzazione
La somatizzazione è un fenomeno per cui un individuo sperimenta un livello variabile di sofferenza psichica attraverso sintomi fisici. Solitamente si tratta di manifestazioni fisiche che ad un esame superficiale potrebbero apparire di competenza di un sanitario. 
Sono disturbi che apparentemente non hanno una base organica, in cui non risulta possibile rintracciare fenomeni fisiopatologici documentabili.

## Eziologia
La somatizzazione è un fenomeno ad eziologia multifattoriale, può presentarsi all'interno di quadri clinici variamente eterogenei, non c'è una specificità tra fenomeno di somatizzazione e diagnosi di malattia.

## Categorie
1. Presentazione somatica: Condizione nella quale il soggetto presenta una sintomatologia atipica caratterizzata prevalentemente da disturbi fisici pur avendo una diagnosi che generalmente è di disturbo dell'umore o disturbo d'ansia. (la maggior parte dei soggetti con la stessa diagnosi non ha questa presentazione, ma ha una presentazione "canonica" che si attiene ai criteri di diagnosi e nelle descrizioni mediche.)
2. Somatizzazione di stato: Condizione che non porta necessariamente ad un quadro di natura psichiatrica. Condizione che ha dei correlati che ne favoriscono o meno l'esordio. Condizione con un esordio definito e limitata nel tempo e fondamentalmente correlata con eventi stressanti.
3. Somatizzazione di tratto: è una vera e propria condizione di disturbo di personalità anche se non classificata nell'asse II del DSM IV-TR. I soggetti soffrono di disturbi cronici. La somatizzazione di questo tipo è un disturbo di organizzazione delle relazioni personali. Comportamento atto ad attirare inconsapevolmente l'attenzione su di sé, pensando di non poterla raggiungere in altro modo.